# 井口真吾
井口 真吾（いぐち しんご、1957年 - ）は、日本の漫画家。広島県広島市出身。

## 経歴
1984年漫画の中で誕生したキャラクター「Zちゃん」の世界をもとにキャラクターや仮想世界の可能性を探求する「Zプラン」を開始。
以後、漫画、絵本、絵画、小説、アニメ、パフォーマンスなど様々な活動を通して「Zちゃん」の世界を表現し続けている。
1983年より月刊『ガロ』に断続的に10年にわたり連載する。
2010年には上海万博記念版画展へ草間彌生、横尾忠則らと共に日本人作家、代表の1人として選出され出展。万博会場はもとより中国、日本のギャラリー各所にて作品が巡回された。

## キャラクター
- バンロッホ - 1994年に漫画「Z CHAN」の中で登場した、お腹にチャックがついた着ぐるみテディベアのキャラクター。サブカル情報誌『ビックリハウス』（パルコ出版）に5ページの漫画として描かれて誕生。[3]
- Zちゃん - トンガリ帽子とアイマスクがトレードマークのキャラクター。

## 単行本
- 『Zちゃん―かべのあな』（ビリケン出版、1999年7月）ISBN 978-4939029042
- 『バンロッホのはちみつ』（学習研究社、2001年9月）ISBN 978-4052015489
- 『バンロッホのチューリップ』（学習研究社、2004年9月29日）ISBN 978-4052020193
- 『Zちゃん』（青林堂、1992年6月）ISBN 978-4792602185
  - 『改訂版 Z CHAN』（青林工藝舎、2007年2月）ISBN 978-4883792337
- 『いちねんせいになったあなたへ』（著：江國香織、小学館、2011年3月1日）ISBN 978-4097264408 ※イラスト

## イベント
- 2015年1月9日 - 20日：個展『Ring』
- 2014年6月29日：『「Z CHAN」30th Anniversary Party』[4]